# شیمی پنهان

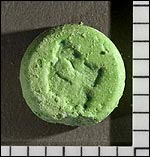
قرص ناخالصی که به عنوان MDMA توسط نیروی انتظامی در ایالات متحده توقیف شده فروخته می‌شد. این قرص مشخص شد که هیچ MDMA ندارد. در عوض، حاوی مخلوطی از BZP، مت‌آمفتامین و کافئین بود.

شیمی پنهان (انگلیسی: Clandestine chemistry) به صورت پنهانی و نهان در آزمایشگاه‌های غیرقانونی مواد مخدر انجام می‌شود. آزمایشگاه‌های بزرگتر معمولاً توسط باندها یا جرایم سازمان یافته‌ای انجام می‌شوند که قصد توزیع آن در بازار سیاه را دارند. اصطلاح آزمایشگاه پنهان یا مخفی به‌طور کلی در هر شرایطی که شامل تولید ترکیبات غیرقانونی باشد، بکار می‌رود، صرف نظر از اینکه تجهیزات مورد استفاده، به عنوان یک آزمایشگاه واقعی واجد شرایط هستند یا خیر